# Copa Mundial Junior de Hockey Femenino de 1997
La Copa Mundial Junior de Hockey Femenino fue la 3.a edición del torneo de selecciones femeninas de hockey sobre césped. Se realizó entre el 2 y el 13 de septiembre de 1997 en Seongnam, Corea del Sur.
Países Bajos se coronó campeón mundial por primera vez luego de vencer en la final a Australia por 2-0.

## Primera fase
Clasifican a semifinales, los dos primeros de cada grupo.

### Grupo A
| Equipo     | J | G | E | P | GF | GC | Pts |
| ---------- | - | - | - | - | -- | -- | --- |
| Australia  | 5 | 5 | 0 | 0 | 22 | 7  | 15  |
| Alemania   | 5 | 2 | 2 | 1 | 14 | 8  | 8   |
| China      | 5 | 2 | 2 | 1 | 13 | 12 | 8   |
| Inglaterra | 5 | 2 | 1 | 2 | 14 | 9  | 7   |
| España     | 5 | 1 | 1 | 3 | 7  | 16 | 4   |
| Canadá     | 5 | 0 | 0 | 5 | 1  | 19 | 0   |

| 2 de septiembre de 1997 | Inglaterra | 6:0 | España |  |  |

| 2 de septiembre de 1997 | Alemania | 3:3 | China |  |  |

| 2 de septiembre de 1997 | Canadá | 0:5 | Australia |  |  |

| 3 de septiembre de 1997 | China | 2:2 | España |  |  |

| 3 de septiembre de 1997 | Canadá | 0:4 | Inglaterra |  |  |

| 4 de septiembre de 1997 | Australia | 3:2 | Alemania |  |  |

| 5 de septiembre de 1997 | China | 2:0 | Canadá |  |  |

| 5 de septiembre de 1997 | Australia | 5:2 | Inglaterra |  |  |

| 5 de septiembre de 1997 | Alemania | 3:2 | España |  |  |

| 7 de septiembre de 1997 | Inglaterra | 2:4 | China |  |  |

| 7 de septiembre de 1997 | Alemania | 6:0 | Canadá |  |  |

| 7 de septiembre de 1997 | España | 1:4 | Australia |  |  |

| 8 de septiembre de 1997 | Inglaterra | 0:0 | Alemania |  |  |

| 8 de septiembre de 1997 | Australia | 5:2 | China |  |  |

| 9 de septiembre de 1997 | España | 2:1 | Canadá |  |  |

### Grupo B
| Equipo         | J | G | E | P | GF | GC | Pts |
| -------------- | - | - | - | - | -- | -- | --- |
| Países Bajos   | 5 | 4 | 1 | 0 | 24 | 3  | 13  |
| Argentina      | 5 | 3 | 2 | 0 | 25 | 4  | 11  |
| Corea del Sur  | 5 | 3 | 1 | 1 | 22 | 6  | 10  |
| Sudáfrica      | 5 | 2 | 0 | 3 | 15 | 12 | 6   |
| Ucrania        | 5 | 1 | 0 | 4 | 13 | 25 | 3   |
| Estados Unidos | 5 | 0 | 0 | 5 | 2  | 51 | 0   |

| 2 de septiembre de 1997 | Sudáfrica | 2:5 | Corea del Sur |  |  |

| 3 de septiembre de 1997 | Argentina | 5:1 | Ucrania |  |  |

| 3 de septiembre de 1997 | Países Bajos | 13:0 | Estados Unidos |  |  |

| 4 de septiembre de 1997 | Corea del Sur | 10:0 | Ucrania |  |  |

| 4 de septiembre de 1997 | Estados Unidos | 0:6 | Sudáfrica |  |  |

| 4 de septiembre de 1997 | Argentina | 1:1 | Países Bajos |  |  |

| 6 de septiembre de 1997 | Argentina | 15:0 | Estados Unidos |  |  |

| 6 de septiembre de 1997 | Países Bajos | 1:0 | Corea del Sur |  |  |

| 6 de septiembre de 1997 | Ucrania | 1:4 | Sudáfrica |  |  |

| 7 de septiembre de 1997 | Sudáfrica | 1:3 | Argentina |  |  |

| 8 de septiembre de 1997 | Corea del Sur | 6:2 | Estados Unidos |  |  |

| 8 de septiembre de 1997 | Ucrania | 0:6 | Países Bajos |  |  |

| 9 de septiembre de 1997 | Corea del Sur | 1:1 | Argentina |  |  |

| 9 de septiembre de 1997 | Países Bajos | 3:2 | Sudáfrica |  |  |

| 9 de septiembre de 1997 | Estados Unidos | 0:11 | Ucrania |  |  |

## Segunda fase

### 9 al 12
| 12 de septiembre | España | 4:2 | Estados Unidos |  |  |

| 12 de septiembre | Ucrania | 9:1 | Canadá |  |  |

### 5 al 8
| 11 de septiembre | China | 1:1 | Sudáfrica |  |  |

| 11 de septiembre | Corea del Sur | 6:3 | Inglaterra |  |  |

### Decimoprimer puesto
| 13 de septiembre | Canadá | 3:0 | Estados Unidos |  |  |

### Noveno puesto
| 13 de septiembre | España | 4:1 | Ucrania |  |  |

### Séptimo puesto
| 12 de septiembre | Inglaterra | 4:4 | China |  |  |

### Quinto puesto
| 12 de septiembre | Corea del Sur | 3:1 | Sudáfrica |  |  |

## Ronda campeonato
|  | Semifinales      | Semifinales      |   |           | Final            | Final            |  |
|  | 11 de septiembre | 11 de septiembre |   |           | 13 de septiembre | 13 de septiembre |  |
|  |                  |                  |   |           |                  |                  |  |
|  |                  |                  |   |           |                  |                  |  |
|  | Australia        | 2                |   |           |                  |                  |  |
|  | Argentina        | 1                |   |           |                  |                  |  |
|  |                  |                  |   |           |                  |                  |  |
|  |                  |                  |   |           |                  |                  |  |
|  |                  |                  |   |           | Países Bajos     | 2                |  |
|  |                  | Australia        | 0 |           |                  |                  |  |
|  |                  |                  |   |           |                  |                  |  |
|  |                  |                  |   |           |                  |                  |  |
|  |                  |                  |   |           | Tercer lugar     |                  |  |
|  |                  |                  |   |           |                  |                  |  |
|  | Países Bajos     | 3                |   | Argentina | 3                |                  |  |
|  | Alemania         | 1                |   |           | Alemania         | 1                |  |

### Semifinales
| 11 de septiembre | Australia | 2:1 | Argentina |  |  |

| 11 de septiembre | Países Bajos | 3:1 | Alemania |  |  |

### Tercer puesto
| 13 de septiembre | Argentina | 3:1 | Alemania |  |  |

### Final
| 13 de septiembre | Países Bajos | 2:0 | Australia |  |  |

|                                  |
| Bandera de los Países Bajos      |
| Campeón Países Bajos 1.er título |

## Posiciones
| Posición | Equipo         |
| -------- | -------------- |
| 1        | Países Bajos   |
| 2        | Australia      |
| 3        | Argentina      |
| 4        | Alemania       |
| 5        | Corea del Sur  |
| 6        | Sudáfrica      |
| 7        | Inglaterra     |
| 8        | China          |
| 9        | España         |
| 10       | Ucrania        |
| 11       | Canadá         |
| 12       | Estados Unidos |